# Pavetta lasiocalyx
Pavetta lasiocalyx är en måreväxtart som beskrevs av Cornelis Eliza Bertus Bremekamp. Pavetta lasiocalyx ingår i släktet Pavetta och familjen måreväxter. Inga underarter finns listade i Catalogue of Life.